# CD4

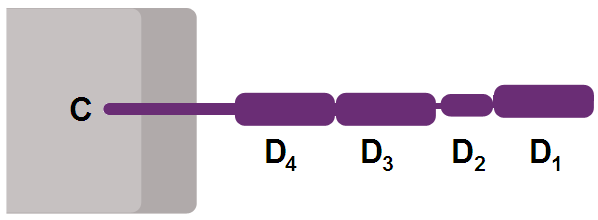
Representación esquemática del co-receptor CD4.

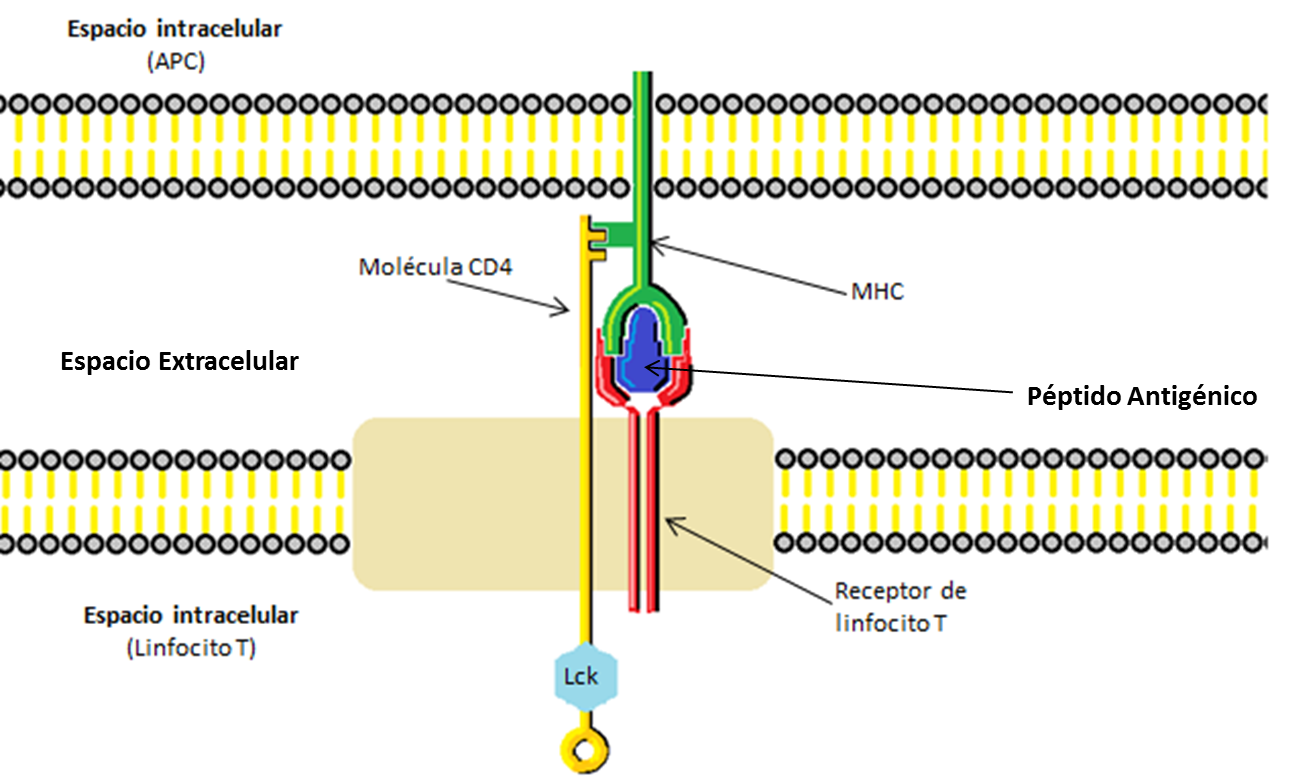
Correceptor CD4 uniéndose a la región no polimórfica del MHC (Complejo Mayor de Histocompatibilidad).

CD4 (cúmulo de diferenciación 4 o cluster of quadruple differentiation, en inglés) es una molécula que se expresa en la superficie de algunas células T y en las células dendríticas. Es una glucoproteína monomérica de 59 kDa de peso que contiene cuatro dominios (D1, D2, D3, D4) de tipo inmunoglobulinas.

## Función inmunitaria
Participa en la adhesión de las células T a las células diana llamada sinapsis inmunitaria. Está implicada también en la maduración tímica y en la transmisión de señales intracelulares durante la activación del HLA II. Confiere a la célula el papel de colaborador. También se conoce como T4.
En respuesta a antígenos solubles o células autólogas no T, provoca la proliferación de células T, lo que da la señal adecuada para la proliferación y diferenciación de las células B en células secretoras de inmunoglobulinas.

### Referencia adicional
Abbas A, Lichtman A, Pillai S. 2008. Inmunología Celular y Molecular. 7ª Edición. Capítulo 7: Receptores inmunitarios y transducción de señales; La función de los receptores CD4 y CD8 en la activación de los linfocitos T; pag. 149.
- Datos: Q412587